# Copa do Mundo de Roller Derby
A Copa do Mundo de Roller Derby (em inglês, Roller Derby World Cup) é a principal competição internacional da modalidade. As duas primeiras edições, em 2011 e 2014, foram organizadas pela revista especializada Blood and Thunder. Em 2018, a competição passou a ser organizada pelo Roller Derby World Cup Committee.

## Edições
| 2011 | Toronto    | Estados Unidos | 336–33  | Canadá     | Inglaterra | 203–85  | Austrália  | 13 |
| 2014 | Dallas     | Estados Unidos | 219–105 | Inglaterra | Austrália  | 197–128 | Canadá     | 30 |
| 2018 | Manchester | Estados Unidos | 187–146 | Austrália  | Canadá     | 173–147 | Inglaterra | 38 |